# Joep Mommersteeg
Joseph Antonius (Joep) Mommersteeg (ur. 6 marca 1917 w ’s-Hertogenbosch, zm. 21 września 1991 w Amsterdamie) – holenderski polityk i dziennikarz, poseł do Tweede Kamer, od 1982 do 1984 poseł do Parlamentu Europejskiego I kadencji.

## Życiorys
Podczas II wojny światowej należał do Czarnego Frontu, później jednak przeszedł do ruchu oporu. Przez 25 lat pracował w Keesings Historisch Archief, czasopiśmie zbierającym informacje z prasy światowej, został też wiceprezesem wydającego je przedsiębiorstwa.
Zaangażował się w działalność polityczną w ramach Katolickiej Partii Ludowej i później Apelu Chrześcijańsko-Demokratycznego, w drugiej z partii był rzecznikiem prasowym ds. zagranicznych. Od 1963 do 1984 reprezentował CDA w niższej izbie holenderskiego parlamentu, przez 8 lat zasiadał też w Zgromadzeniu Parlamentarnym Rady Europy. Od 1973 do 1974 pełnił funkcję sekretarza stanu w ministerstwie obrony (zrezygnował z powodu choroby). W 1979 kandydował do Parlamentu Europejskiego, mandat uzyskał 18 stycznia 1982 w miejsce Fransa van der Guna. Przystąpił do Europejskiej Partii Ludowej, należał do Komisji ds. Stosunków Gospodarczych z Zagranicą. Od 1986 do 1990 reprezentował Holandię w Komisji Praw Człowieka ONZ.